# Yusuf Kurçenli
Yusuf Kurçenli (Çayeli, 1947. január 20. – 2012. február 21.) Arany Narancs-díjas (1990) török filmrendező, forgatókönyvíró és producer.

## Biográfia
Yusuf Kurçenli 1947. január 20-án született Çayeli városában, Törökországban.
Az isztambuli Egyetemen tanult újságírást. 1973–1980 között dolgozott producerként és rendezőként a TRT televíziós csatornánál. A Baba Evi (Apám háza) és a Kurşun Kalem (Ceruza) televíziós sorozatot szintén ő rendezte.
Az elkövetkező években sok filmet forgatott és különböző filmfesztiválokon számos díjat nyert.

## Filmográfia

### Rendező
- Yüreğine Sor, 2009
- Gurbet Kuşları, 2008, televíziós sorozat
- Bebeğim, 2006, televíziós sorozat
- Gönderilmemiş Mektuplar, 2002
- Kurşun Kalem, 2000, televíziós sorozat
- Çemberler, 2000, televíziós sorozat
- Baba Evi, 1997-2001, televíziós sorozat
- Antika Talanı, 1997
- Aşk Üzerine Söylenmemiş Herşey, 1995
- Çözülmeler, 1994
- Umut Taksi, 1993, televíziós sorozat
- Taşların Sırrı, 1992, televíziós sorozat
- Karartma Geceleri, 1990
- Raziye, 1990
- Gönül Garip Bir Kuştur, 1989
- Gramofon Avrat, 1987
- Merdoğlu Ömer Bey, 1986
- Ölmez Ağacı, 1984
- Ve Recep Ve Zehra Ve Ayşe, 1983
- Savunma, 1979, tv film
- At Gözlüğü, 1978, televíziós sorozat
- Özgürlüğün Bedeli, 1977
- Çingene Ali, 1977
- Maden, 1976
- Düğün Yada Davul, 1975, TRT

### Producer
- Çözülmeler, 1994

### Forgatókönyvíró
- Yüreğine Sor, 2009
- Gönderilmemiş Mektuplar, 2002
- Aşk Üzerine Söylenmemiş Herşey, 1995
- Çözülmeler, 1994
- Raziye, 1990
- Karartma Geceleri, 1990
- Gönül Garip Bir Kuştur, 1989
- Gramofon Avrat, 1987
- Merdoğlu Ömer Bey, 1986
- Ölmez Ağacı, 1984
- Ve Recep Ve Zehra Ve Ayşe, 1983
- Savunma, 1979, tv film

### Szaktanácsadó
- Sınıf, 2008, televíziós sorozat
- Fırtına, 2006, televíziós sorozat

## Fordítás
- Ez a szócikk részben vagy egészben  a   Yusuf Kurçenli című török Wikipédia-szócikk fordításán alapul.  Az eredeti cikk szerkesztőit annak laptörténete sorolja fel. Ez a jelzés csupán a megfogalmazás eredetét és a szerzői jogokat jelzi, nem szolgál a cikkben szereplő információk forrásmegjelöléseként.
- Ez a szócikk részben vagy egészben  a   Yusuf Kurçenli című angol Wikipédia-szócikk fordításán alapul.  Az eredeti cikk szerkesztőit annak laptörténete sorolja fel. Ez a jelzés csupán a megfogalmazás eredetét és a szerzői jogokat jelzi, nem szolgál a cikkben szereplő információk forrásmegjelöléseként.